# Kinor (киностудия)
Kinor — польская киностудия, существовавшая в Польше с 1936 по 1950 года. Киностудия снимала художественные и документальные фильмы на языке идиш. Название студии происходит от древнего еврейского музыкального инструмента, напоминающего лиру, на котором играл царь Давид.

## История
Киностудия «Kinor» была создана в 1936 году братьями Саулом и Исааком Госкиндами на базе кинематографической лаборатории Sektor. С 1945 по 1950 год киностудия работала как производственный кооператив под названием «Spółdzielnia Kinor» и была одним из отделов государственного предприятия «Film Polski», директором которого был Александр Форд. Однако при обращении за финансовой помощью для съёмки фильмов Форд, настоящее имя которого было Моше Ифшиц, отказал. По словам Сола Госкинда Форд заявил: «Зачем вам еврейские фильмы? Евреев больше нет». В результате киностудию финансировала еврейская организация «Джойнт» и поддерживал Центральный комитет польских евреев.
В послевоенное время киностудия выпускала короткие документальные фильмы, фрагменты которых были использованы при создании в 1948 году полуторачасового документального фильма «Mir lebn geblibene» (Мы, пережившие). В это же время вышли три выпуска документальной хроники «Jidisze Film Kronik», в которых демонстрировались текущие события из жизни польских евреев, переживших Холокост.
В обстановке начала Холодной войны и шпиономании сталинского периода в 1950 году деятельность «Джойнта» в Польша прекращена. Как следствие закрылась и студия.

## Продукция
| Художественные фильмы - 1936: At Chejt (За грехи) - 1937: Frejliche Kabconim (Весёлые бедняки) - 1948: Unzere kinder (Наши дети) | Документальные фильмы - 1946—1949: Jidisze Film Kronik (Еврейская кинематографическая хроника) - 1947: Der jidiszer jiszuw in Niderschlezien (Еврейские поселения на Нижней Силезии) - 1947: Der weg cum gezunt (Путь к здоровью) - 1948: ORT - 1948: Joint - 1948: Der finfder jorcajt fun ojfsztand in Warszawer Getto (Пятая годовщина восстания в Варшавском гетто) - 1948: Mir lebn geblibene / Am Jisroel Chai (Мы, пережившие) - 1949: Kadima Gordonia (Вперёд, Гордония!) - 1949: Achar alpaim szana (Спустя две тысячи лет) - 1950: Z ruin do kraju ojczystego (Из руин в отеческий край) — закончен во Франции |